# 石井素介
石井 素介（いしい もとすけ、1924年1月 - 2017年3月24日）は、経済地理学、ドイツ研究などを専門とし、経済地理学会会長なども務めた日本の地理学者、明治大学名誉教授。

## 経歴
愛媛県周桑郡小松町（後の西条市）に生まれる。
1943年に第一高等学校を卒業して東京帝国大学理学部地理学科に進んだ。戦時下の学生生活の中では、満洲国での調査も経験した。
1946年に大学を卒業して、内務省国土局計画課などを経て、1948年から総理府資源調査会事務局に8年間勤務した。資源調査会に勤務した時期には、特に水害調査に従事し、以降、資源論や災害論に取り組む契機となった。
1956年に明治大学文学部史学地理学科（地理学専攻）専任講師に転じ、1957年に助教授、1963年に教授に昇任した。
この間、1962年には「日本における水害の地理学的研究」により、東北大学から理学博士を取得した。
1969年には、在外研究の機会を得て西ドイツのボン大学に赴き、以降、訪独を繰り返してドイツ農村の研究などに取り組むとともに、1976年以降には日独地理学会議の開催に関わった。
1988年から1994年にかけては、経済地理学会会長を務めた。
1994年に明治大学を定年退職し、名誉教授の称号を贈られた。
2013年に急性心筋梗塞に倒れ、入院生活を経て自宅静養となったが、以降にも資源論に関する研究論文
を発表するなどしていた。
2017年3月、肺炎で入院し，程なくして死去した。
石井は、1970年代からドイツ各地の大学が発行する地理学関係の紀要類の収集に当たっていたが、最晩年にこれを明治大学図書館へ寄贈し、同図書館の紀要である『図書の譜』に「ドイツ語圏諸大学の「地理紀要」シリーズについて -明治大学図書館納入文献の解題とリスト-」を寄稿したが、これは石井の死去の直後に刊行された。

## おもな著作

### 単著
- 西ドイツ農村の構造変化 社会経済地理学的分析序説、大明堂、1986年
- 国土保全の思想 日本の国土利用はこれでよいのか、古今書院、2007年

### 編著
- 図説日本の地域構造、古今書院、1986年
- 産業経済地理 日本、朝倉書店（総観地理学講座 14）、1992年

### 共著
- （横山秀司との共著） 空から見た日本 (3) 資源と産業 (くもんの図鑑 社会科) 、くもん出版、1982年
  - 浮田典良とともにシリーズ監修もおこなった。

### 共編著
- （長岡顕、原田敏治との共編著）国土利用の変容と地域社会、大明堂、1996年

### 共訳書
- （水岡不二雄、朝野洋一との共訳書）J・マイヤー、R・ベスラー、K・ルッペルト、F・シャファー 共著、社会地理学、古今書院、1982年 （原著：J. Maier, R. Paesler, K. Ruppert, F. Schaffer, Sozialgeographie, westermann, 1977）